# James B. Garvin
James B Garvin va ser el director científic de la NASA des d'octubre de 2004 fins a setembre de 2005 i és conegut pel seu treball fonamental en els programes d'exploració de Mart de la NASA.
Garvin va arribar al Centre de vol espacial Goddard des de 1984, on primer es va exercir com a científic de planta que desenvolupa instruments de teledetecció i des de llavors s'ha establert allà o a la seu propera de la NASA a Washington D.C. La seva carrera ha estès disciplines com la ciència del sistema de la Terra, l'exploració de Mart, l'exploració lunar, Venus, els asteroides i els planetes exteriors. Segueix sent coinvestigador del Mars Global Surveyor de la NASA, del Global Surveyor, del Radarsat del Canadà, i de les missions Envisat de l'ESA.
Garvin va néixer a Poughkeepsie, Nova York i va assistir a la graduació de la Universitat de Brown amb un títol de llicenciat en Ciències de la Computació el 1978. Va obtenir la llicenciatura de ciències també en Informàtica per Stanford i va tornar a Brown, on va obtenir la llicenciatura i el doctorat en ciències geològiques planetàries el 1984. Viu amb la seva esposa i dos fills a Columbia, Maryland.

## Premis i reconeixement
Garvin va ser guardonat dues vegades amb medalles de Lideratge Excepcional de la NASA pel seu treball en l'estratègia científica darrere del Programa d'Exploració de Mart de la NASA. També va ser guardonat amb el Premi William Rogers de la Universitat de Brown de l'any 2004 per les seves contribucions a la societat.